# ایلین، ویکتوریا
ایلین (به انگلیسی: Elaine) یک شهرک در استرالیا است که در ویکتوریا (استرالیا) واقع شده‌است.